# 城北町 (名古屋市)
城北町（じょうほくちょう）は、愛知県名古屋市西区の地名。現行行政地名は城北町1丁目から城北町3丁目。住居表示未実施。

## 地理
名古屋市西区東部に位置する。東は北区・田幡町、西は庄内通・浄心本通、南は秩父通に接する。

## 歴史

### 町名の由来
名古屋城の北に位置することから命名された。

### 沿革
- 1954年（昭和29年） - 西区西志賀町・稲生町・田幡町の各一部より成立。

## 世帯数と人口
2019年（平成31年）2月1日現在の世帯数と人口は以下の通りである。
| 町丁   | 世帯数  | 人口    |
| ------ | ------- | ------- |
| 城北町 | 670世帯 | 1,469人 |

### 人口の変遷
国勢調査による人口の推移
| 2000年（平成12年） | 1,593人 | [ WEB 6 ] |  |
| 2005年（平成17年） | 1,508人 | [ WEB 7 ] |  |
| 2010年（平成22年） | 1,405人 | [ WEB 8 ] |  |
| 2015年（平成27年） | 1,429人 | [ WEB 9 ] |  |

## 学区
市立小・中学校に通う場合、学校等は以下の通りとなる。また、公立高等学校に通う場合の学区は以下の通りとなる。
| 番・番地等 | 小学校                   | 中学校               | 高等学校 |
| ---------- | ------------------------ | -------------------- | -------- |
| 全域       | 名古屋市立上名古屋小学校 | 名古屋市立浄心中学校 | 尾張学区 |

## 交通

### バス
名古屋市営バス（名古屋市交通局）
- 平六通停留所

## 施設
- 観音寺
- 宮内保育園
- 天理教高名分教会

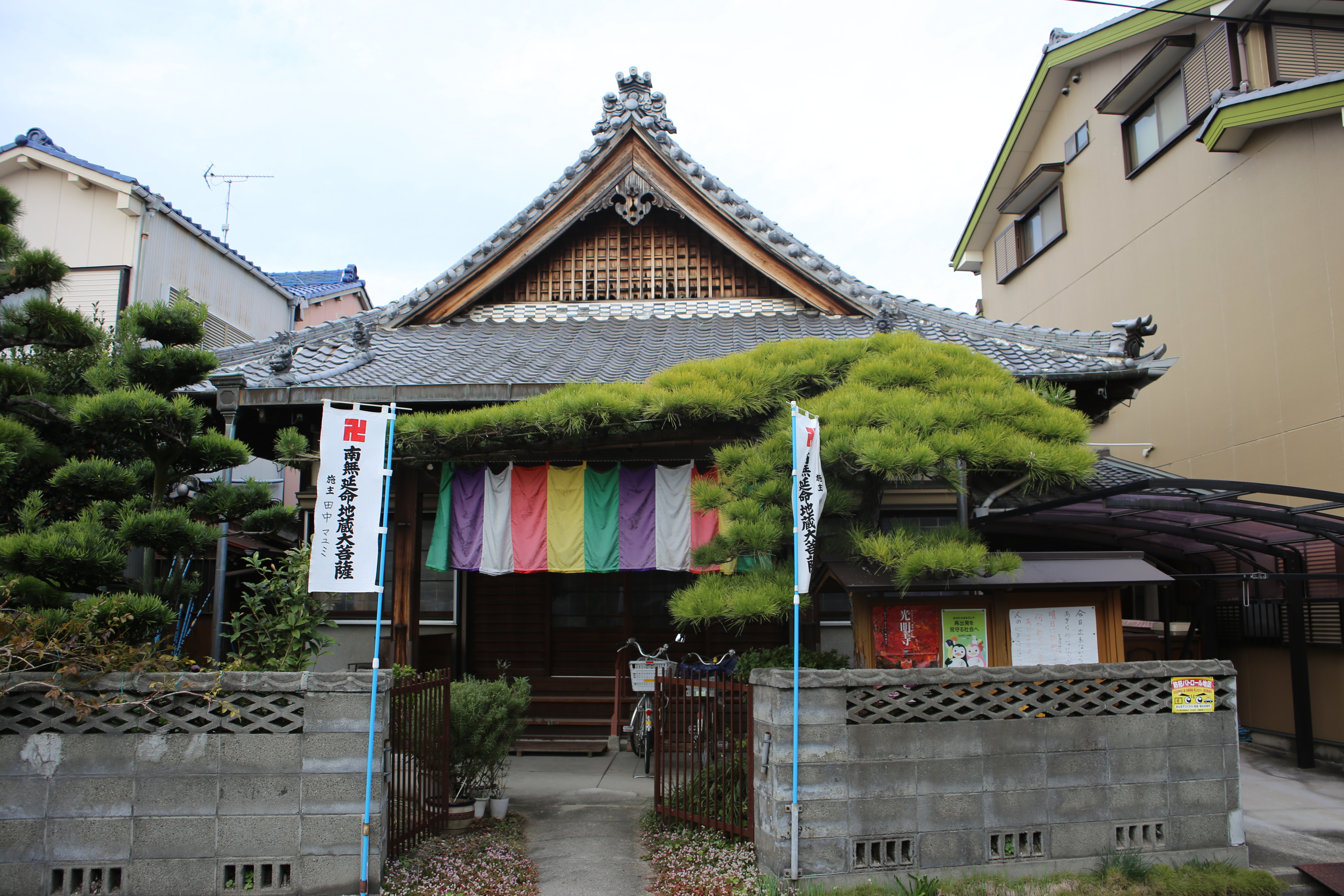
観音寺（2018年11月）

## その他

### 日本郵便
- 郵便番号 : 451-0023[WEB 3]（集配局：名古屋西郵便局[WEB 12]）。

### WEB
1. 1 2  “愛知県名古屋市西区の町丁・字一覧”.   人口統計ラボ. 2017年10月7日閲覧。
2. 1 2  “町・丁目(大字)別、年齢(10歳階級)別公簿人口(全市・区別)”.   名古屋市 (2019年2月20日). 2019年3月10日閲覧。
3. 1 2  “郵便番号”.  日本郵便. 2019年3月10日閲覧。
4. ↑  “市外局番の一覧”.   総務省. 2019年1月6日閲覧。
5. ↑  名古屋市役所市民経済局地域振興部住民課町名表示係 (2015年10月21日). “西区の町名一覧”.   名古屋市. 2017年10月7日閲覧。
6. ↑  名古屋市役所総務局企画部統計課統計係 (2005年7月1日). “（刊行物）名古屋の町(大字)・丁目別人口 (平成12年国勢調査) 西区” (xls). 2017年10月8日閲覧。
7. ↑  名古屋市役所総務局企画部統計課統計係 (2007年6月29日). “平成17年国勢調査　名古屋の町(大字)別・年齢別人口 西区” (xls). 2017年10月8日閲覧。
8. ↑  名古屋市役所総務局企画部統計課統計係 (2012年6月29日). “平成22年国勢調査　名古屋の町(大字)別・年齢別人口 西区” (xls). 2017年10月8日閲覧。
9. ↑  名古屋市役所総務局企画部統計課統計係 (2017年7月7日). “平成27年国勢調査　名古屋の町(大字)別・年齢別人口” (xls). 2017年10月8日閲覧。
10. ↑  “市立小・中学校の通学区域一覧”.   名古屋市 (2018年11月10日). 2019年1月14日閲覧。
11. ↑  “平成29年度以降の愛知県公立高等学校（全日制課程）入学者選抜における通学区域並びに群及びグループ分け案について”.   愛知県教育委員会 (2015年2月16日). 2019年1月14日閲覧。
12. ↑  郵便番号簿 平成29年度版 - 日本郵便. 2019年03月10日閲覧 (PDF)

### 文献
1. 1 2  「角川日本地名大辞典」編纂委員会 1989, p. 1507.